# Bobrowniki (Powiat Będziński)
Bobrowniki (deutsch Bobrownik) ist ein Dorf im Powiat Będziński der Woiwodschaft Schlesien in Polen. Es ist Sitz der gleichnamigen Landgemeinde mit 12.122 Einwohnern (Stand 31. Dezember 2020).

## Geographie

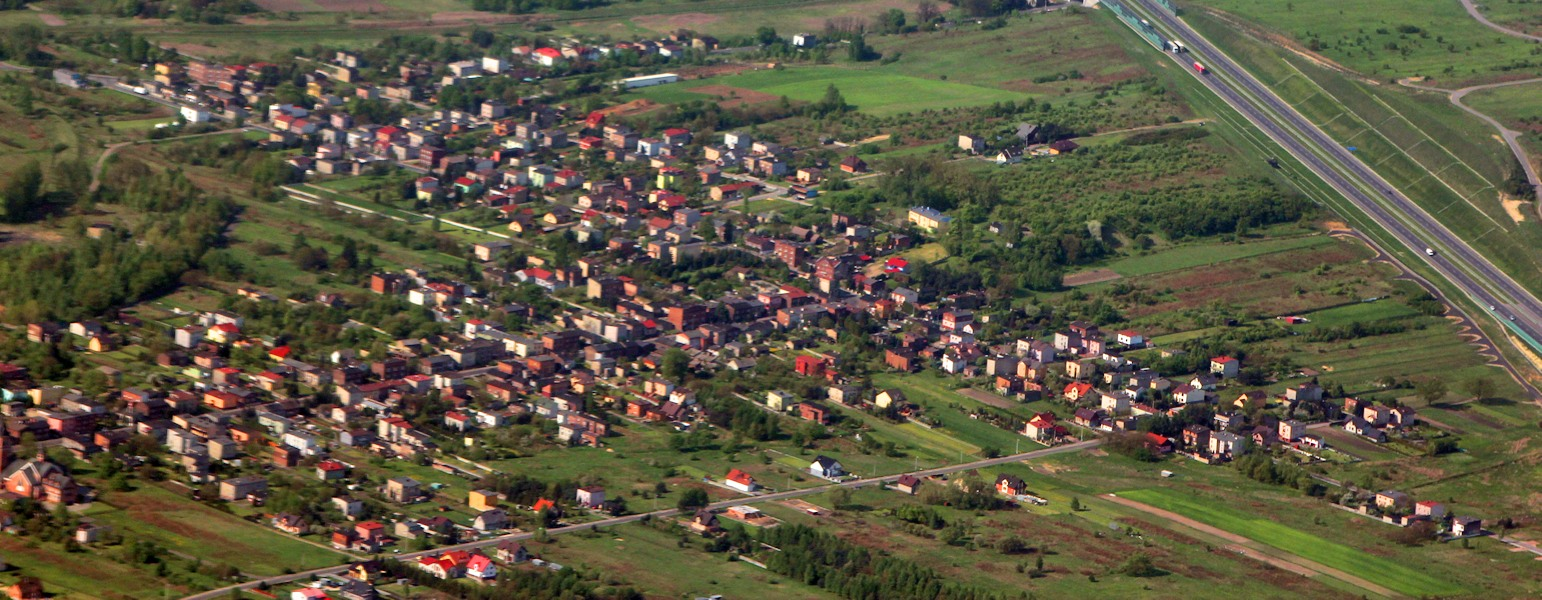
Luftaufnahme von Bobrowniki

Bobrowniki liegt ca. 13 km nördlich von Katowice und 11 km westlich von Będzin am linken, östlichen Ufer des Flusses Brynica.

## Geschichte
Der Ort wurde im Jahr 1277 als Bobrovnyk erstmals urkundlich erwähnt, als es vom Krakauer Bischof Paweł von der Pfarrei in Bytom (Beuthen) ausgegliedert wurde und an die Pfarrei in Kamień angeschlossen wurde, worin es bis zum 19. Jahrhundert eingepfarrt blieb. Der Dienstsiedlungsname ist vom Beruf bobrownik (mit dem Schutz der Gebiete beauftragte Personen, die mit der Jagd auf Biber – polnisch bóbr – verbunden) abgeleitet.
Der Ort liegt im Gebiet, das um 1177 aus dem Herzogtum Krakau bzw. Kleinpolen ausgegliedert wurde und an das schlesische Herzogtum Ratibor fiel, ab 1337 gehörte Siewierz zum Herzogtum Teschen unter Lehnsherrschaft des Königreichs Böhmen. Das Herzogtum Siewierz mit dem Dorf Bobrowniky wurde im Jahr 1443 vom Teschener Herzog Wenzel I. dem Krakauer Bischof Zbigniew Oleśnicki verkauft.
Im Zuge der Dritten polnischen Teilung kam es 1795 an Preußen als Teil von Neuschlesien. 1807 kam es ins Herzogtum Warschau und 1815 ins neu entstandene russisch beherrschte Kongresspolen. Ab den 1820er Jahren wurde dort Galmei gefördert und Bobrowniki, ab 1848 Sitz einer Gemeinde, ab 1867 im Powiat Będziński, wurde als Teil der historisch-industriellen Landschaft Dombrowaer Kohlebeckens betrachtet.
Ab dem Jahr 1821 gehört Bobrowniki zur Pfarrei in Siemonia. Die Dendrochronologie deutet auf den Bau der Wenceslaus-Holzkirche in den Jahren 1856–1857. 1889 wurde sie ausgebaut. 1904 wurde sie zum Sitz einer unabhängigen Pfarrei.
Nach dem Ende des Ersten Weltkriegs kam es zu Polen. Im Jahr 1921 hatte das Dorf Bobrowniki in der gleichnamigen Gemeinde im Powiat Będziński der Woiwodschaft Kielce 360 Häuser mit 3328 Einwohnern, es waren alle polnischer Nationalität, außer 3297 Römisch-Katholiken gab es 30 Juden.
Beim Überfall auf Polen 1939 wurde das Gebiet von den Deutschen besetzt und völkerrechtswidrig dem Landkreis Bendsburg im neuen „Ostoberschlesien“ zugeordnet.
Von 1954 bis 1972 war das Dorf der Sitz der Gromada Bobrowniki. Von 1975 bis 1998 gehörte das Dorf zur Woiwodschaft Katowice.

## Sehenswürdigkeiten
- Holzkirche

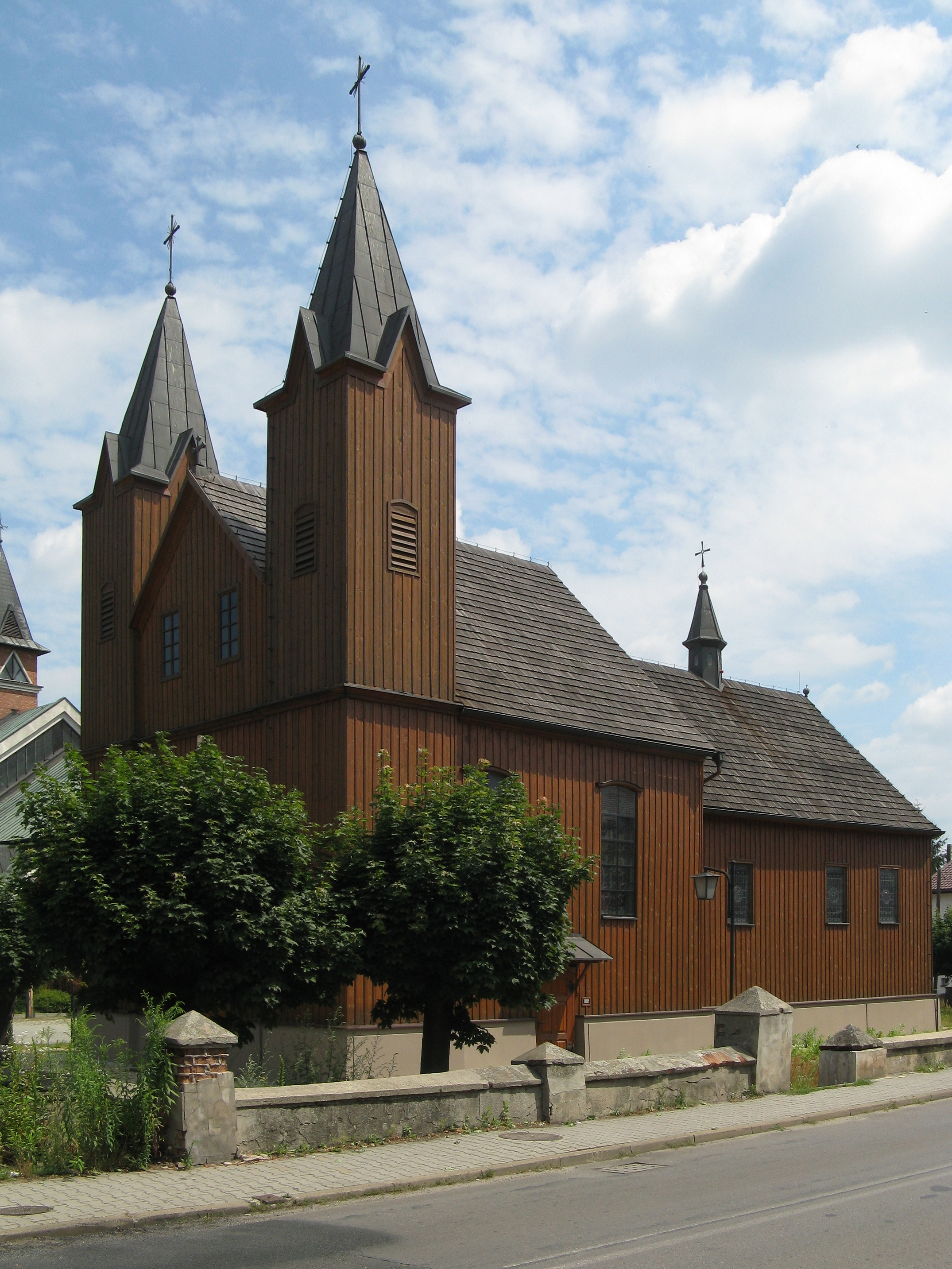
Holzkirche

- Villa aus siebzehnten Jahrhundert in Dobieszowice
- Kirche in Sączów
- Mühle aus dem frühen zwanzigsten Jahrhundert in Siemonia
- Im Sołectwo befindet sich der Ablauf des Staubecken Kozłowa Góra.

## Gemeinde
Zur Landgemeinde (gmina wiejska) Bobrowniki mit einer Fläche von 51,0 km² gehören das Dorf selbst und sechs weitere Dörfer mit Schulzenämtern (sołectwa). Eine Partnergemeinde ist Krnov in Tschechien.
Durch die Gemeinde verläuft die Autostrada A1.